# Tsjop (gemeente)
Tsjop (Oekraïens: Чопська міська громада) is een gemeente in Oekraïne in het Oblast Transkarpatië in het rajon Oezjhorod.
De gemeente bestaat uit de volgende dorpen:
- Esenj (Есень, Eszeny) 97,56% Hongaars
- Petrivka (Петрівка, Gólyahát) 2,41% Hongaars
- Solovka (Соловка, Szalóka) 94,79% Hongaars
- Solomonovo (Соломоново, Tiszasalamon) 59,92% Hongaars
- Tisa-asvanj (Тисаашвань, Tiszaásvány) 95,66% Hongaars
- Tisa-oejfalu-(Тисауйфалу, Tiszaújfalu) 92,06% Hongaren
- Tsjervone (Червоне, Cservona) 13,46% Hongaars
- Tsjop (Чоп, Csap) 41,52% Hongaars.